# Campanilla (instrumento)

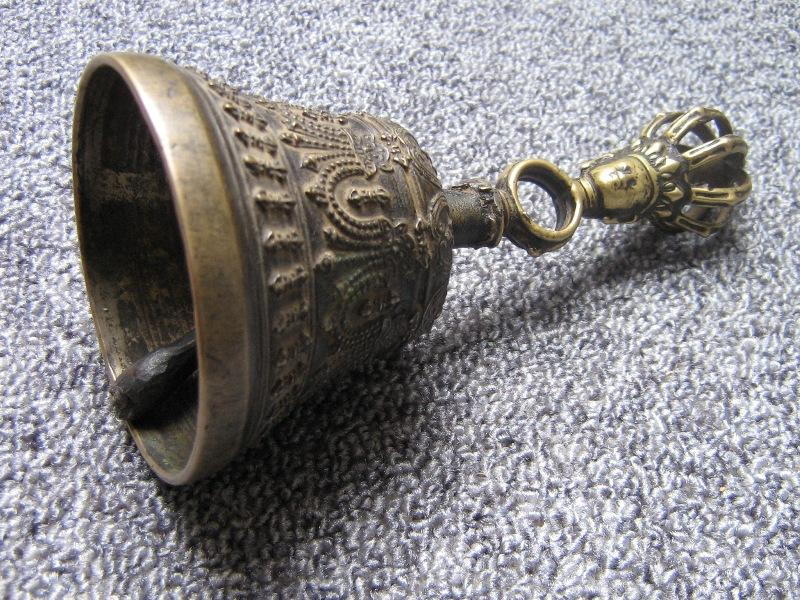
Campanilla de mano.

Una campanilla es una campana pequeña que sirve para avisar, como decoración, para llamar la atención u otros propósitos. 
Las campanillas de mano son instrumentos compuestos por una pequeña campana que va unida a un mango con la que se agita. Sirven, por ejemplo, para llamar al servicio cuando tienen que cambiar el plato o para hacerles alguna solicitud. Las campanillas pueden estar colgadas del techo o sobre una puerta, en cuyo caso, se utilizan para avisar de la entrada de un comprador por ejemplo, en una tienda o en otro tipo de establecimiento comercial. También constituyen artísticos objetos de decoración. Son notables las campanillas doradas o plateadas que se utilizan como ornamento Navideño colgadas de los árboles, dentro de los centros de mesa o colgadas de las puertas. 
En las viviendas, la campanilla era una pequeña campana montada en una planchuela de hierro y que sujeta a un muelle enrollado en espiral que por su extremo inferior estaba fija en la pared y por el exterior, atada a un cordón o tirante. Se usaba en las casas para poner en comunicación sus diversas habitaciones. Hoy se ha sustituido por timbres eléctricos.

## Historia
En las colecciones de bronces de la antigüedad romana abundan los ejemplares de este instrumento que se empleó entonces para llamar a los criados de la casa para avisar en los baños que el agua estaba a punto, para sonarla en los sacrificios y para colgarla del cuello de los animales domésticos o adornar arneses de caballos. Para los dos primeros fines no fueron campanillas sino campanas de un tamaño regular, pequeñas respecto a lo que hoy se usa en casos análogos, lo que se empleó. 
Cuatro son las formas de campanillas romanas que se encuentran:
- Hemisféricas, sin duda las más usadas, que suelen ser las mayores y cuya forma es la del objeto descubierto en Tarragona con una inscripción de la que ha creído deducirse que fue empleada en un templo y que hoy se conserva en el Museo Provincial de la ciudad.
- En forma troncocónica, más o menos parecidas al tipo moderno y sin duda de las empleadas para servicios domésticos.
- Piramidales, alguna vez, de perfiles ondulados, base cuadrada, a veces con cuatro picos en los ángulos inferiores y con badajo muy sencillo, casi nulo, por lo cual y por lo pequeñas y excesivamente largas que suelen ser parece que deben considerarse como piezas de adorno de pretales de caballo.
- Cilíndricas, con la parte superior abultada y hemisférica y badajo recio con todos los caracteres de los cencerros que se ponen al ganado, que es para lo que debió emplearse y cuyo tipo y empleo todavía subsiste.

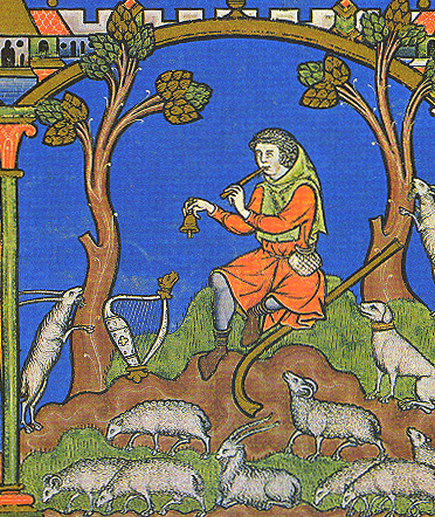
El rey David tocando el chistu y una campana,

El Museo Arqueológico Nacional de España posee ejemplares de todos los tipos indicados.
En la Edad Media, no solo se siguieron aplicando a iguales fines las campanillas sino que se emplearon también como instrumento musical y hasta se emplearon como elemento decorativo que se suspendía de las techumbres de los palacios. Del primer caso, se hallan ejemplos en viñetas de manuscritos del siglo X y en relieves como el de un capitel de la catedral de Autun (Francia) en el que aparece un bailarín con los brazos abiertos y enlazados por detrás a una vara de la que penden seis campanillas hemisféricas de las que mueve dos con las manos mientras otros bailarines con sendas campanillas en dos manos tocan también de las otras. 

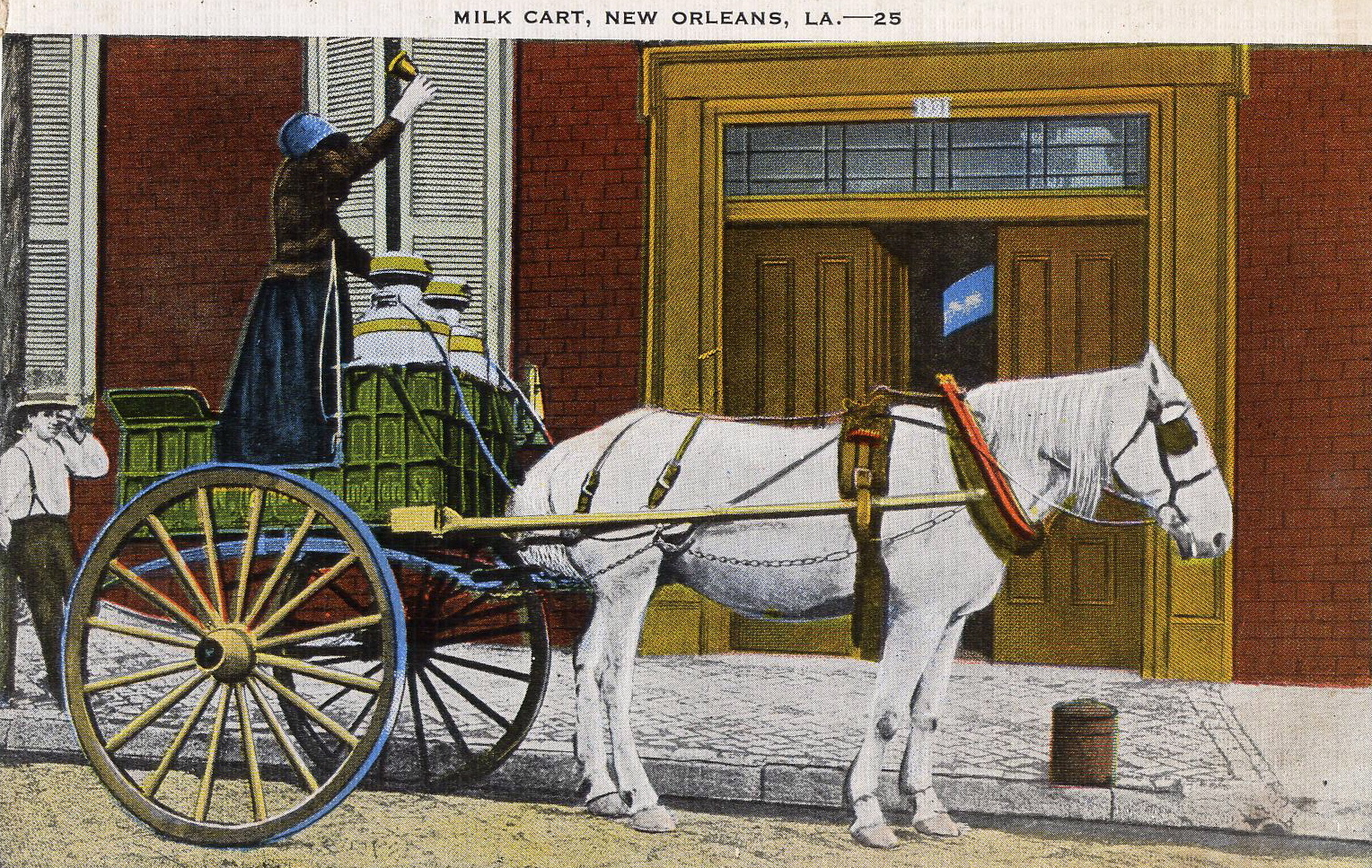
Vendedora de leche de principios del tocando una campanilla para atraer clientes.

No sabemos si este instrumento músico formado por una serie de campanillas que suele aparecer tocando con un martillo el rey David como en una Biblia francesa del siglo XIII fue de uso religioso o profano. Aquel instrumento se llama en latín y en monumentos anteriores al siglo XII bombulum. Desde ese siglo fue moda que se conservó hasta el siglo XV prender campanillitas en el traje. A finales del siglo XIV y principios del XV, los personajes en Francia gustaban de llevar al cuello cadenillas de oro con campanillas o cascabeles y últimamente, sólo los bufones llevaban estos adornos. 
Aparte de estas aplicaciones accesorias tuvo como principales en la Edad Media las que imprimen los ritos y las necesidades eclesiásticas. En un principio, las campanillas empleadas en las iglesias no debieron estar decoradas. La campanilla artística que la antigüedad desconoció no parece ser más antigua que del siglo XIII si nos hemos de atener a los ejemplares que se conservan. Uno de esa fecha se puede citar: es de bronce, de labor calidad, con una faja por la que corre una leyenda, hojarasca de gusto románico y las figuras emblemáticas de los evangelistas. Es de poca altura, abierta, hemisférica por arriba y con un grosor como una campana grande. 
En general, las campanillas más lujosas y artísticas han sido desde la Edad Media las empleadas en las iglesias y todavía se conservan en los tesoros de las catedrales ejemplares notables. En el siglo XVIII comenzó a usarse la campanilla como antes las aldabas para llamar a las puertas. Por este mismo siglo, se generalizó el uso de las campanillas de mano para llamar a los criados. También en este mismo siglo se inventó la campanilla de pared y por consiguiente los tiradores, apareciendo en algunos papeles antiguos referencias curiosas como la que aparece en el inventario de los muebles de la familia Real de Francia en 1792, de seis glandes y cordones de campanilla de la cámara de María Antonieta en Versalles.